# الفرسان (متجر)
الفرسان (Les Mousquetaires) هي مجموعة رموز بيع بالتجزئة مملوكة للقطاع الخاص ومقرها في فرنسا وتعمل على المستوى الدولي. يقع مكتبها الرئيسي في بوندوفل، فرنسا. 
وهي تدير العديد من العلامات التجارية المختلفة لقطاعات التجزئة المختلفة، والتي تلحق في الغالب بمصطلح «مارشي» (الفرنسية للسوق). المخازن هي شركات مستقلة، ولكن يتم تزويدها بالمنتجات والخدمات المركزية من قبل مجموعة الفرسان.

## الهوامش
1. 1 2  مذكور في: SIRENE. آخر تحديث: 6 أبريل 2022. لغة العمل أو لغة الاسم: الفرنسية.
2. ↑  وصلة مرجع: https://www.lobbyfacts.eu/datacard/groupement-les-mousquetaires?rid=058425237463-83.
3. ↑  Les Mousquetaires annoncent une année 2008 record et dévoilent leur nouveau logo, LSA, 21 January 2009
4. ↑  "Terms and Conditions نسخة محفوظة 25 April 2012 على موقع واي باك مشين.." Les Mousquetaires. Retrieved on 24 October 2011. "ITM Entreprises PARC DE TREVILLE 1, allée des Mousquetaires 91078 Bondoufle cedex FRANCE"

## روابط خارجية
- موقع Les Mousquetaires
- موقع Les Mousquetaires باللغة الفرنسية
- موقع Intermarché
- موقع Restaumarché
- موقع نيتو باللغة الفرنسية
- موقع Vêti  باللغة الفرنسية
- موقع Roady باللغة الفرنسية